# Югра (следж-хоккейный клуб)
«Югра́» Ха́нты-Манси́йск — российский следж-хоккейный клуб из Ханты-Мансийска, победитель и двукратный бронзовый призёр чемпионатов страны. Основан в 2009 году при поддержке Департамента физической культуры и спорта Ханты-Мансийского автономного округа и Центра адаптивного спорта Югры.

## История[3]

### Чемпионаты страны
В чемпионате России 2009 года в Подольске участвовали «Югра». химкинский «Феникс», ижевская «Удмуртия» и московские «Белые медведи». Автором первого гола в истории этого турнира стал игрок ханты-мансийской команды Андрей Мякишев (матч со столичным коллективом закончился со счётом 2:0). Победителем соревнования стал «Феникс», не потерпевший ни одного поражения. В последнем туре подмосковный клуб обыграл югорчан — 5:1. Второе место заняла «Удмуртия», а ханты-мансийцы завоевали бронзовые медали.
Первенство страны 2010 состоялось в Алексине. Победу во всех встречах одержали удмуртские хоккеисты. На два очка от них отстали москвичи. Третьим финишировал «Феникс», а югорчане остались без наград.
Второй этап чемпионата России 2010/2011 был отменён. Ханты-мансийцы опять заняли четвёртую позицию. Золото завоевали представители Московской области, за ними расположились ижевчане, а «Белые медведи» стали обладателями бронзы. Тем не менее, лучшим вратарём этого сезона был признан хоккеист «Югры» Сергей Бадаев.
Положение команд в первенстве 2011/2012 годов осталось тем же. Только в сезоне 2012/2013 подопечным Александра Зыкова удалось нарушить неприятную традицию и вернуться на пьедестал почёта — сразу на верхнюю ступень. Москвичи снова финишировали третьими, а серебро досталось «Фениксу». В чемпионате России 2013/2014 ханты-мансийцы дважды крупно обыграли «Белых медведей» в матчах за третье место, а в финале «Удмуртия» неизменно оказывалась сильнее химкинского клуба. Лучшим бомбардиром турнира стал серебряный призёр Паралимпиады 2014 года в Сочи Николай Терентьев (также за российскую сборную на домашних Играх выступали капитан «Югры» Константин Шихов, защитники Василий Варлаков и Владимир Литвиненко).

### Международные клубные турниры
- 2—5 декабря 2011, Эльблонг (Польша) — серебро
- 7—10 декабря 2012, Эльблонг — серебро
- 13—17 декабря 2012, Открытый кубок «Югры» (Ханты-Мансийск) — бронза (расписание, протоколы)
- 1—3 ноября 2013, Стокгольм (Швеция) — серебро
- 13-18 ноября 2016, Кубок Югры по следж-хоккею (Ханты-Мансийск) - Кубок Югры остался в Ханты-Мансийске
- 5-11 ноября 2017, Кубок Югры по следж-хоккею (Ханты-Мансийск) - Результаты Кубка Югры - 2017

## Текущий состав[19]
| №  | Страна | Игрок               | Позиция    | Хват | Возраст | В клубе с |
| -- | ------ | ------------------- | ---------- | ---- | ------- | --------- |
| 1  | Россия | Сергей Бадаев       | Вратарь    |      | 58 лет  | 2009      |
| 20 | Россия | Василий Моторин     | Вратарь    |      | 50 лет  | 2009      |
|    | Россия | Евгений Плотников   | Вратарь    |      | 44 года | 2013      |
| 10 | Россия | Владимир Пызин      | Нападающий |      | 31 год  | 2015      |
| 18 | Россия | Андрей Соколов      | Защитник   |      | 38 лет  | 2010      |
| 71 | Россия | Виктор Егоров       | Защитник   |      | 51 год  | 2012?     |
| 77 | Россия | Василий Варлаков    | Защитник   |      | 39 лет  | 2011      |
| 86 | Россия | Владимир Литвиненко | Защитник   |      | 36 лет  | 2012      |
|    | Россия | Азолхон Махмудов    | Защитник   |      | 35 лет  | 2013      |
|    | Россия | Евгений Стафеев     | Защитник   |      | 43 года | 2013?     |
| 11 | Россия | Николай Чухонцев    | Нападающий |      | 51 год  | 2010      |
| 13 | Россия | Константин Шихов    | Нападающий |      | 40 лет  | 2011      |
| 17 | Россия | Алексей Петров      | Нападающий |      | 34 года | 2013?     |
| 22 | Россия | Николай Терентьев   | Нападающий |      | 29 лет  | 2013      |
| 33 | Россия | Александр Чалин     | Нападающий |      | 41 год  | 2011      |
| 74 | Россия | Михаил Мокрецов     | Нападающий |      | 43 года | 2012?     |

Эдуард Исаков — директор
Валентина Сивкова — исполнительный директор
Александр Зыков — главный тренер
Алексей Бузырев — тренер